# New Year
"New Year" é uma canção do girl group britânico Sugababes. Lançado como o segundo single de seu primeiro álbum de estúdio One Touch (2000). A música foi escrita pelas integrantes do grupo Siobhán Donaghy, Mutya Buena e Keisha Buchanan, em colaboração com Cameron McVey, Jony Lipsey, Felix Howard e Matt Rowe e produzidos por McVey, Lipsey e Paul Simm. "New Year" é uma balada pop e R&B com influências de soul e rock alternativo. Possui instrumentação acústica, e as letras descrevem a experiência de quebrar o dia de Natal.
Os críticos elogiaram a música por sua natureza sazonal e a performance do grupo. Após o lançamento, foi traçado no número doze no Reino Unido e no número vinte e cinco na Irlanda. Para promover a música, um videoclipe foi dirigido por Alex Hamming e filmado em Londres, Inglaterra. Em 31 de dezembro de 2012, o trio cantou "New Year" em uma festa de Ano Novo em Londres, sob o nome do novo grupo Mutya Keisha Siobhan.

## Antecedentes e lançamentos

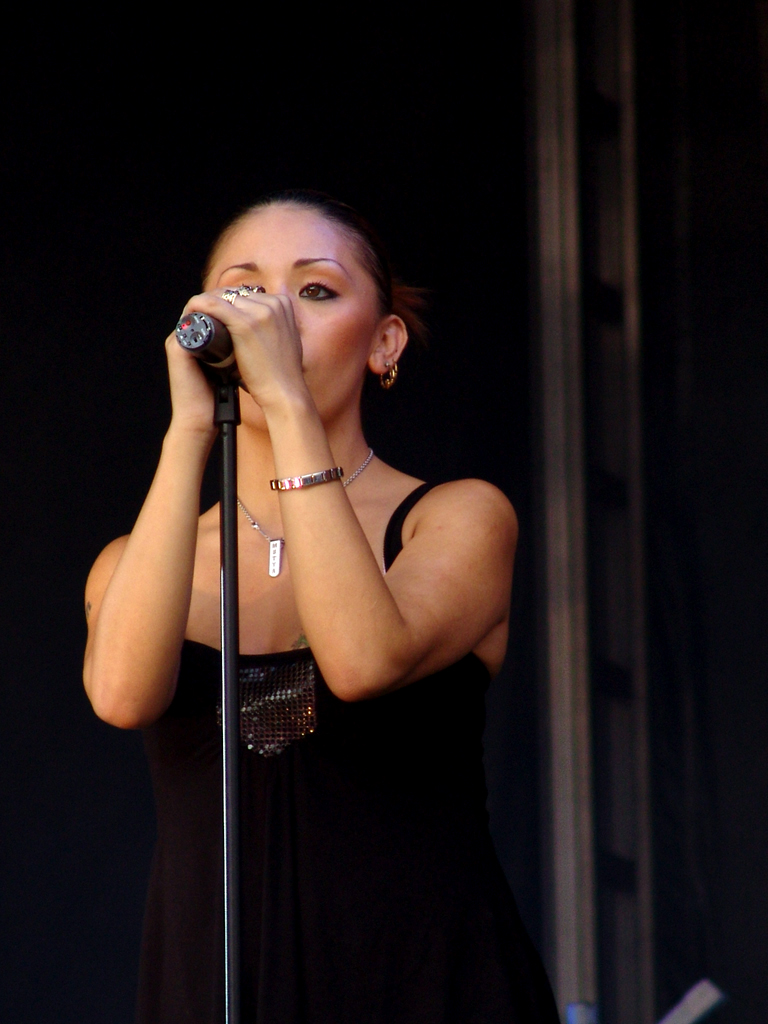
Mutya Buena (foto) formou os Sugababes com Siobhán Donaghy e Keisha Buchanan em 1998.

O girl group britânico Sugababes, foi formado em 1998 por Siobhán Donaghy, Mutya Buena e Keisha Buchanan. Donaghy e Buena se conheceram durante um show acappella, onde elas se ouviram cantar e depois realizaram um dueto. A dupla decidiu trabalhar juntas em uma nova música, e enquanto elas estavam no estúdio, Buchanan veio visitar sua amiga Buena. O gerente de Donaghy, Ron Tom, concluiu que o trio deveria se juntar como uma banda, sugerindo o nome Sugababes. Mais tarde, elas assinaram com a London Records e começaram a escrever músicas para o álbum de estréia One Touch.
"New Year" foi escrito pelas integrantes do grupo em colaboração com Cameron McVey, Jony Lipsey, Matt Rowe e Felix Howard. A música foi produzida por McVey, Lipsey e Paul Simm. Foi gravado e projetado por Goetz Botzenhardt no Bear Studios, e mixado por seus produtores em Metropolis Studios. A London Records lançou o "New Year" no Reino Unido em 18 de dezembro de 2000, como o segundo single do One Touch. Dois lados Bs foram apresentados no primeiro CD single: "Forever" e "Sugababes on the Run". No segundo CD, foi incluído um lado B intitulado "Little Lady Love". O "New Year" foi omitido no álbum de grandes sucessos do grupo Overloaded: The Singles Collection.

## Composição e letras
"New Year" é uma balada de midtempo pop e R&B com influências de soul e rock alternativo. Contém instrumentação acústica, sob a forma de batidas, baixos, cordas, guitarra e teclas e apresenta uma produção apertada justaposto com os vocais harmoniosos do grupo. Os escritores da BBC, caracterizaram a música como tendo "um fanfarronão melódico", que lembra o trabalho anterior das All Saints e um "arranjo elegante [...] impulsionado por um golpe de bateria e facão de guitarra acústica". "New Year" apresenta um tema sazonal, focado no feriado de Natal, que é referenciado nas letras da música. É sobre a experiência de uma dissolução no dia de Natal. De acordo com Betty Clarke do The Guardian, "Ano Novo" "conta [um conto] de festanças festivas ao Natal passado", e através de linhas como "Eu sou mais velho que meus anos, me afogando nas lágrimas", as Sugababes são mostrados cantando com percepção.

## Recepção

### Critica
A música foi elogiada pelos críticos. Um jornalista da BBC escreveu que o single como "faz jus ao clima hype" e elogiou a inclusão de letras sobre o Natal como "sem parecer remotamente inventado". De acordo com o Daily Mail, as Sugababes evitam som "pulposo" nas baladas do álbum, incluindo "New Year". Samuel McGuire, do Sunday Herald, interpretou o "New Year", como uma canção "suave e refrescante" que "sem dúvida cimentará [o novo All Saints ] do início de 2001". Eva Simpson do Daily Mirror, deu uma revisão positiva, escrevendo: "Tirado do excelente álbum de estréia One Touch, esta trilha com alma é a cabeça e os ombros acima de outros lançamentos festivos. Uma obrigação para as festas de Natal". O Andy Strickland do Yahoo Music, afirmou que enquanto o "New Year" não é tão "com fio ou distorcido", como o single de estréia do grupo "Overload", é uma representação das habilidades vocais dos membros do grupo. O escritor do Hot Press, Stephen Robinson, elogiou a música como "uma tentativa sem vergonha de um sucesso de janeiro", enquanto Peter Robinson a chamou de melhor balada do grupo. Em dezembro de 2012, Bernadette McNulty do The Daily Telegraph, a escolheu como uma das canções de natal favoritas do jornal.

### Comercial
Por causa da sua libertação em torno do horário de Natal, os meios de comunicação consideraram "New Year", como uma promessa para o número um do Natal de 2000. Na edição de 30 de dezembro de 2000, a música estreou e chegou ao número doze no UK Singles Chart, onde traçou nove semanas. No início de 2010, vendeu cerca de 85 mil exemplares no Reino Unido e foi a décima oitava maior venda do grupo lá. "New Year" alcançou o número vinte e cinco no Irish Singles Chart, onde apareceu por cinco semanas.

## Videoclipe

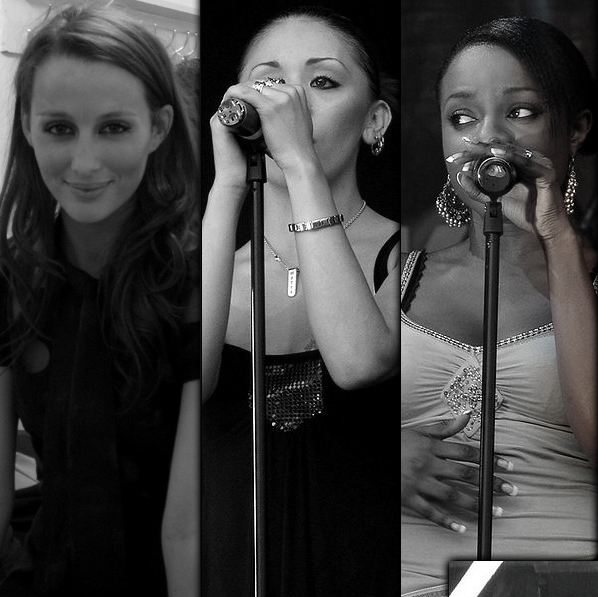
Da esquerda para a direita: Siobhán Donaghy, Mutya Buena e Keisha Buchanan.

Para promover "New Year", um videoclipe foi dirigido por Alex Hamming e filmado em Londres, Inglaterra. Foi incluído na versão do CD da música. O clipe é predominantemente preto e branco, mas também apresenta tons de rosa e azul. Durante o vídeo, as integrantes do grupo cantam diante de um fundo branco, enquanto gráficos de computador, como neve, letras e borboletas, aparecem por toda parte. Outras características do clipe incluem uma gaiola de pássaros, estrelas e um calendário. Donaghy, Buena e Buchanan são mostradas individualmente e coletivamente no vídeo; Em algumas cenas estão sentadas em cadeiras e contra paredes. Bernadette McNulty, do The Daily Telegraph, descreveu sua aparição nos clipes, escrevendo: "O trio é mostrado no vídeo com calças jeans no inicio e delineador manchado".

## Performances ao vivo
Em 2001, Donaghy deixou a banda e foi substituída por Heidi Range, ex-integrante do Atomic Kitten. Buena partiu do grupo em 2005 por "razões pessoais" e foi substituída por Amelle Berrabah. Em 2009, revelou-se que, após onze anos, Buchanan já não fazia parte da banda e tinha sido substituído pela ex-competidora do Eurovision Jade Ewen. Em outubro de 2011, os meios de comunicação começaram a noticiar que as integrantes da formação original do Sugababes se reuniriam. Em julho de 2012, foi oficialmente confirmado que elas estavam se reunindo sob o nome de Mutya Keisha Siobhan. O trio tocou seu primeiro show em mais de dez anos em 31 de dezembro de 2012 em uma festa de Ano Novo realizada em Londres. "New Year" foi a segunda música da set list, que também incluiu as músicas "Overload" e "Freak Like Me", e uma versão cover do single "Diamonds" de Rihanna.

## Lista de faixas e formatos
| - CD1 single 1. "New Year" – 3:50 2. "Sugababes on the Run" – 3:34 3. "Forever" – 2:55 - Cassette single 1. "New Year" - 3:50 2. "Forever" - 2:55 | - CD2 single 1. "New Year" – 3:50 2. "Little Lady Love" (About 2 Remix) – 5:06 3. "New Year" (Protest Remix) – 4:10 4. "New Year" (Video) |